# Magdalena Kožená
Magdalena Kožená (født 1973 i Brno) er en tjekkisk mezzosopran. Hun studerede på konservatoriet i Brno og på teaterskolen i Bratislava, hvorfra hun tog eksamen i 1995. Hun var tilknyttet Wiener Volksoper fra 1996 til 1997. Hun optræder nu på alle de store operascener, men vender ofte tilbage til Tjekkiet, hvor hun synger ved forårsfestivalen i Prag og ved Concentus Moraviae-festivalen.
1. ↑  Navnet er anført på engelsk og stammer fra Wikidata hvor navnet endnu ikke findes på dansk.